# Cruz Verde (Piura)
Cruz Verde es un caserío peruano ubicado en el distrito de Tambogrande, perteneciente a la provincia y departamento de Piura, al norte del Perú. 

## Ubicación
Cruz Verde se ubica al noreste de la provincia de Piura, en el distrito de Tambogrande, en el departamento de Piura.

## Demografía
En 2017 Cruz Verde tenía una población de 591 habitantes.
| Gráfica de evolución demográfica de Cruz Verde entre 1993 y 2017 |
|                                                                  |
| Fuentes: Población 1993 y 2017                                   |